# Йоан Музаки
Йоан Музаки (на албански: Gjon Muzaka) (? – след 1515 г.) е средновековен албански аристократ от рода Музаки, владял областта Музакия (Княжество Музаки).

## Мемоари
През 1515 г. той написва своите мемоари, озаглавени „Кратък летопис за потомците на нашия род Музаки“. Мемоарите му са написани в оригинал на латински и там името му е посочено като Джовани Мусачи. В летописа си той споменава някои интересни факти, които по-късно изследователят Ноел Малкълм потвърждава като достоверни. Наред с други неща, Йоан Музаки твърди, че според семейната история името Музаки или Мусачи произлиза от променена форма на името „Молосачи“, древни епирски племена, известни още като Молоси.
Към летописа му има приложен и послепис от неговия син Константин Музаки от 1535 г., в който Константин отбелязва, че баща му „е погребан в голямата църква на Франкавила в Графство Отранто в мраморен гроб, където литургия се провежда три пъти седмично. На гроба има надпис, който гласи: „Всемогъщи Исусе, това е гробът на Йоан Музаки, сина на деспот Джин, владетел на Епир и на Музакия, който произхожда от град Византия и има за герб двуглав орел. На него беше посветен този венец в годината на нашия господар 1510-та.“ Заради този послепис летописът на Йоан Музаки обикновено се датира от 1510 г. Но това няма как да е вярно, тъй като в летописа самият Йоан Музаки разказва за битката при Чалдиран, състояла се през 1514 г., което недвусмислено доказва, че през същата година той още е бил жив затова най-вероятно летописът е написан от него през 1515 г. Следователно датата на смъртта на Музаки е след 1515 г.